# Farizon Auto
Yuancheng Auto (кит. 远程汽车; пиньинь Yuǎnchéng Qìchē) или Farizon Auto — бренд китайской компании Geely, созданный в 2016 году для разработки и продажи коммерческих транспортных средств для китайского рынка. Компания выпустила несколько грузовых автомобилей и автобусов, привлекла более 300 миллионов долларов в рамках раунда Pre-A в октябре 2022 года под руководством инвестиционного подразделения GLP Hidden Hill Capital и 600 миллионов долларов в рамках раунда финансирования Series A в июле 2023 года под руководством Boyu Capital и Yuexiu Industrial Fund. Позднее завод был приобретён китайской компанией по производству коммерческих электромобилей Yuancheng Auto совместно с Myoung Shin. Компания планирует производить грузовые электромобили CKD для китайского рынка. 29 мая было объявлено, что компания Farizon Auto откажется от производства готовых транспортных средств и переключится на производство автомобильных запчастей и оборудования для автоматизации.

## Продукция

### Farizon Auto
- Farizon C8E/C10E/C12E — городские автобусы
- Farizon U11E/U11F — туристические автобусы
- Farizon Xinghan G — электрические и водородные крупнотоннажные грузовые автомобили
- Farizon Xingzhi H8E — малотоннажный грузовой автомобиль
- Farizon Xingzhi H8M — малотоннажный грузовой автомобиль

- Farizon SV (Supervan) — электрический фургон

- Farizon E5 — электрический фургон[5]
- Farizon E5L — электрический фургон
- Farizon E6 — электрический фургон
- Farizon Xingxiang V — электрический фургон
  - Farizon Xingxiang V6E — микровэн
  - Farizon Xingxiang V6E Plus — микровэн
  - Farizon Xingxiang F1E — грузовой автомобиль
- Farizon Fengrui — малотоннажный грузовой автомобиль
  - Farizon Fengrui V5E — грузовой электромобиль
  - Farizon Fengrui F3E — грузовой электромобиль
  - Farizon Fengrui E200S — малотоннажный грузовой автомобиль[6]
  - Farizon Fengrui E200X — среднетоннажный грузовой автомобиль
  - Farizon Fengrui E200 — среднетоннажный грузовой автомобиль[7]

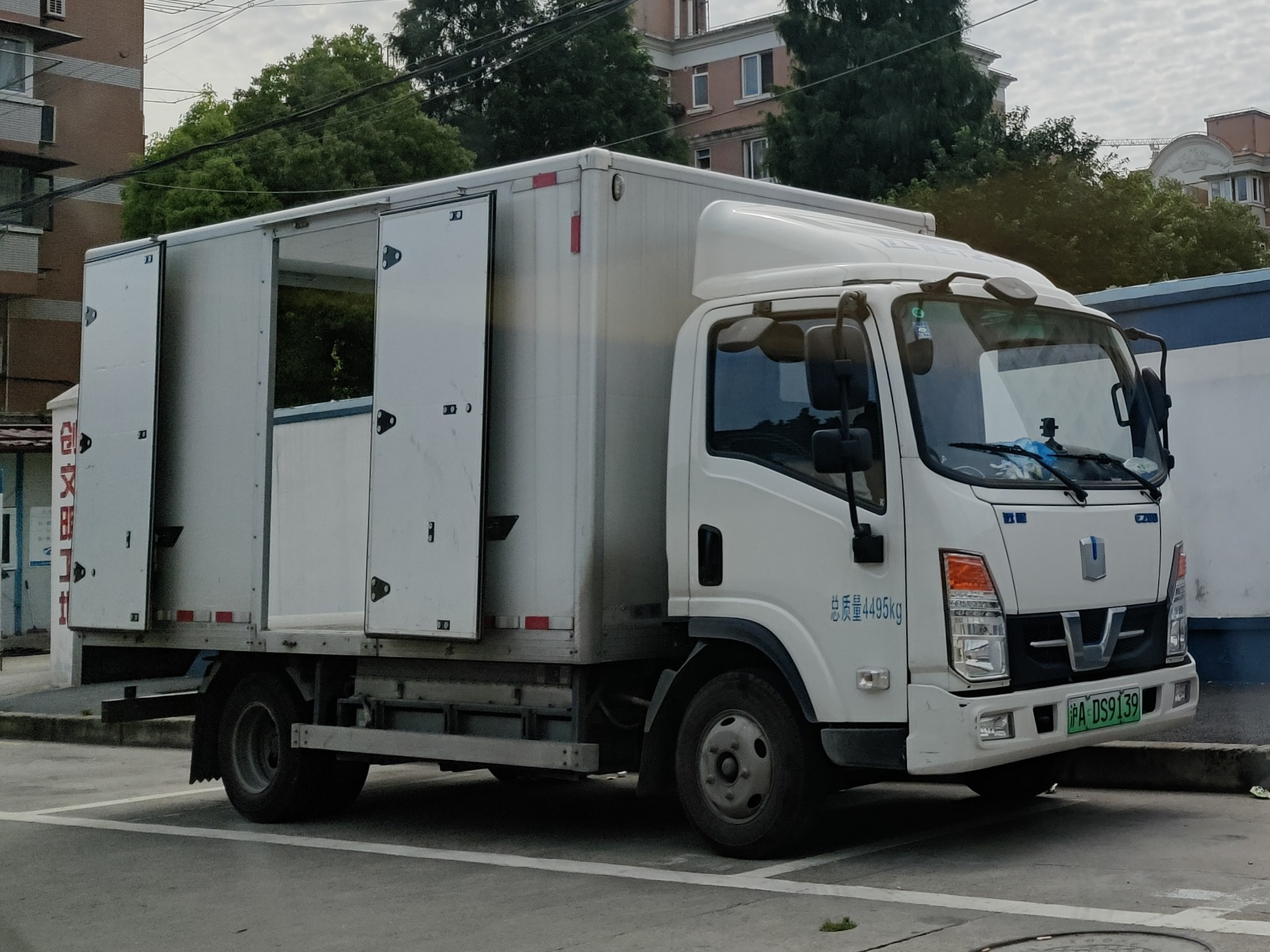
Farizon E200
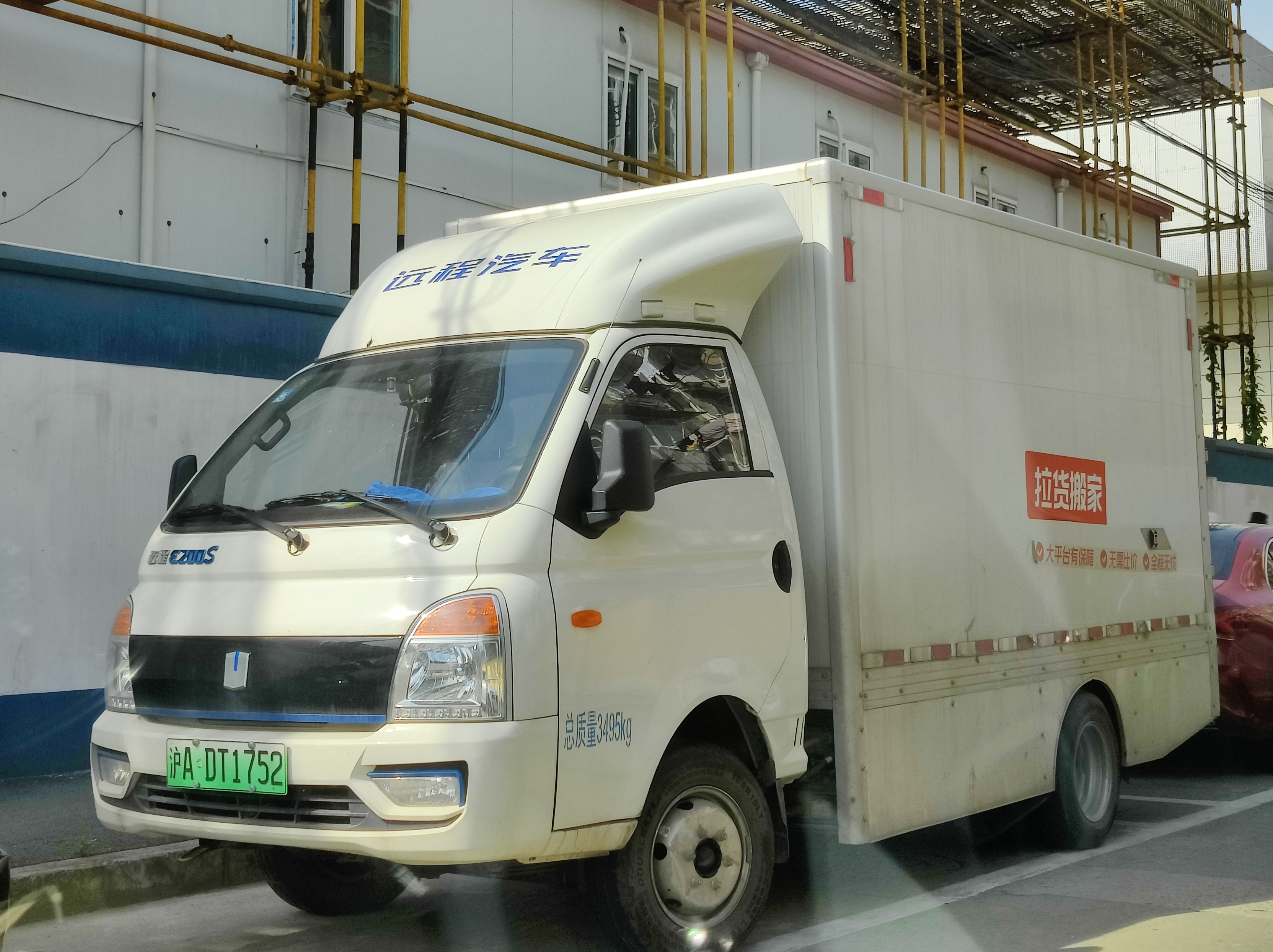
Farizon E200S
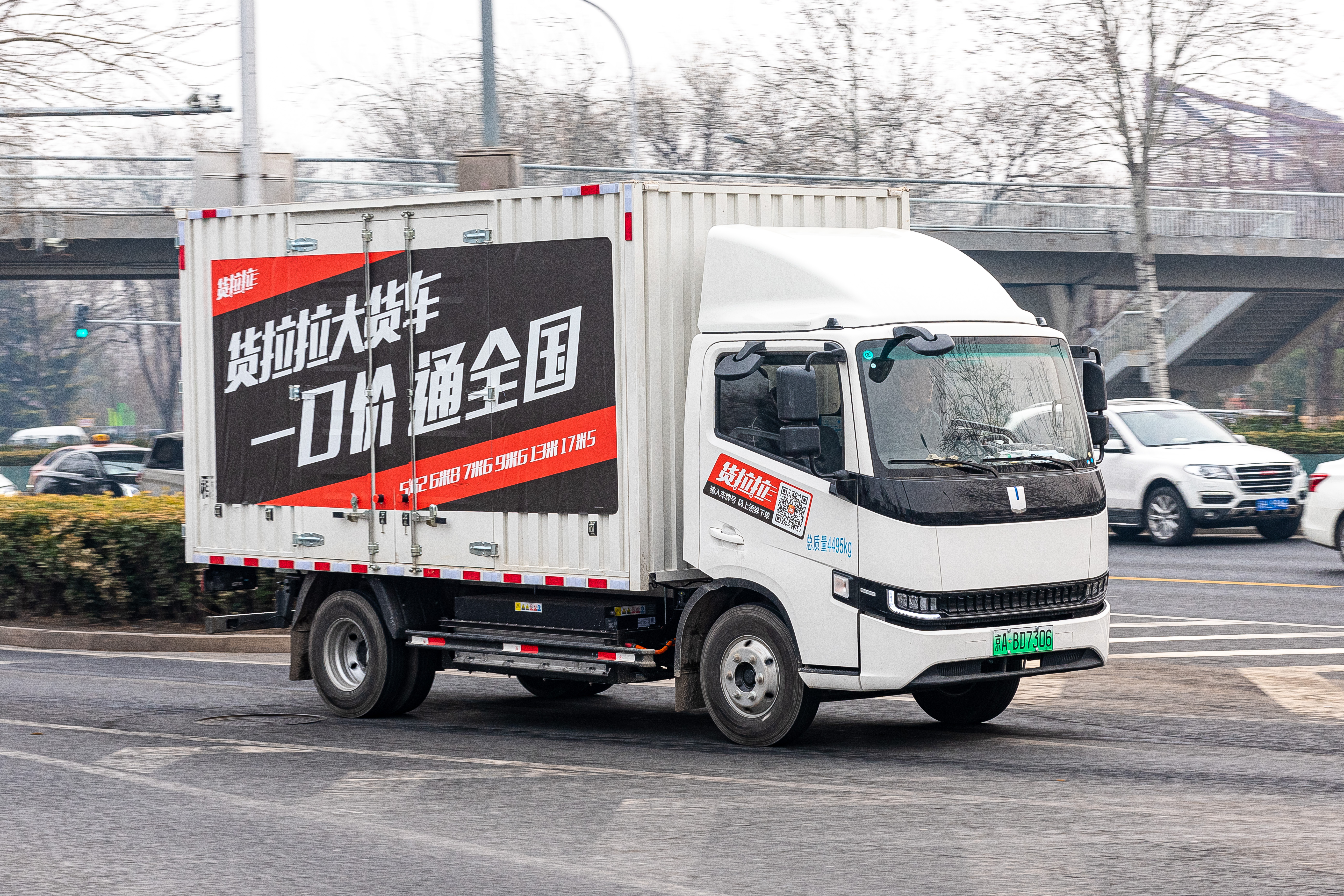
Farizon Xingzhi H8E
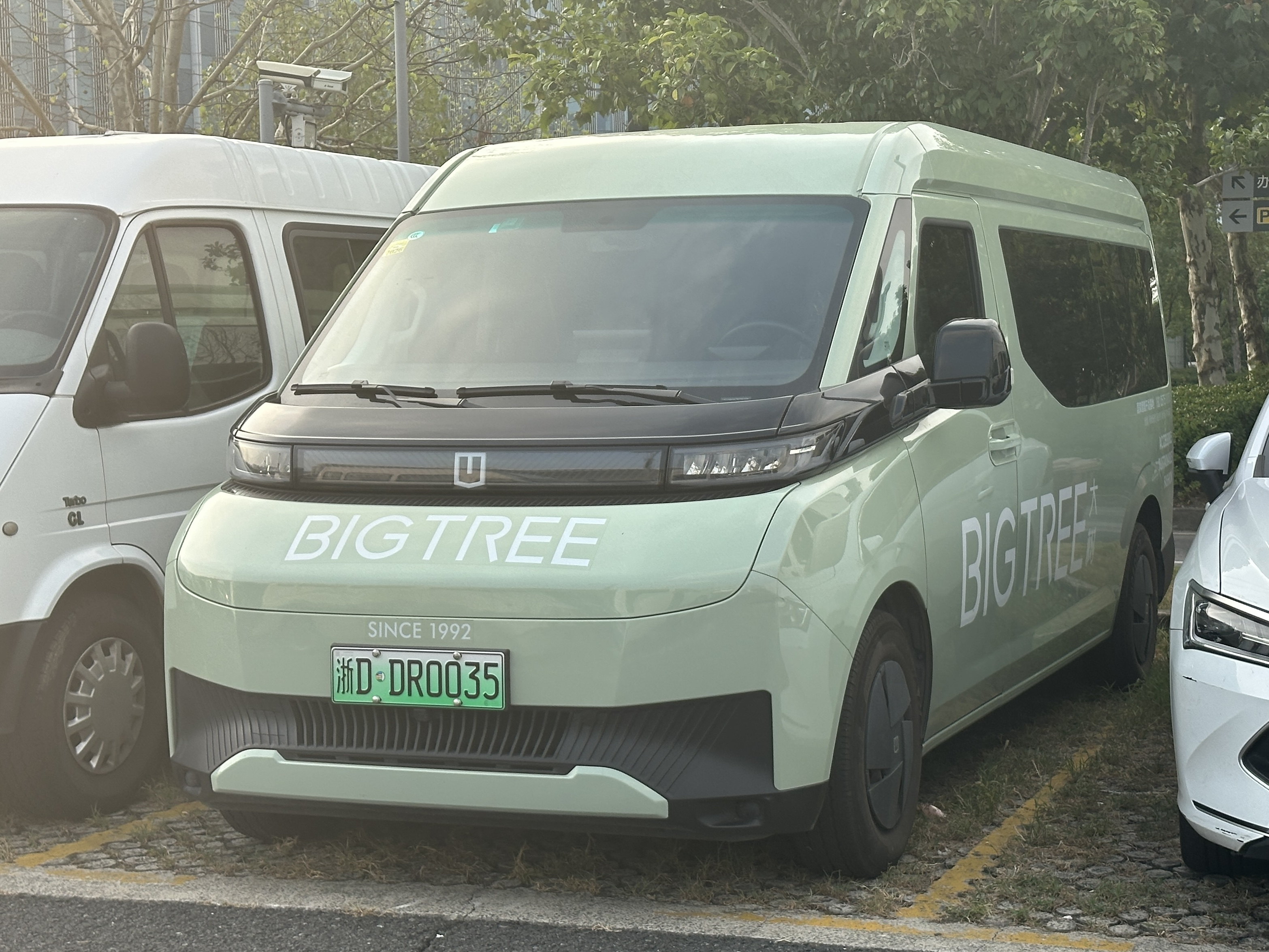
Farizon SV
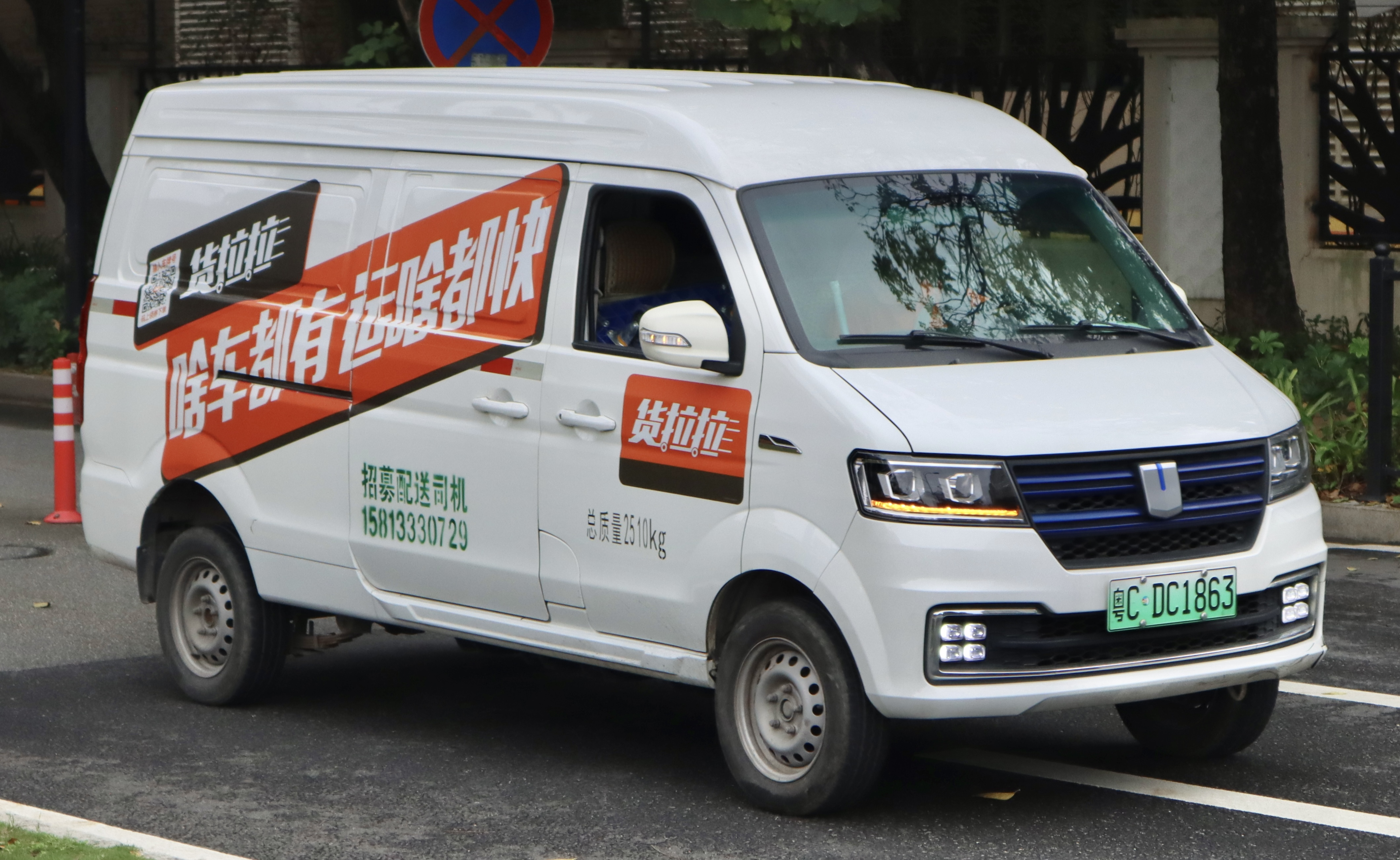
Farizon E5L
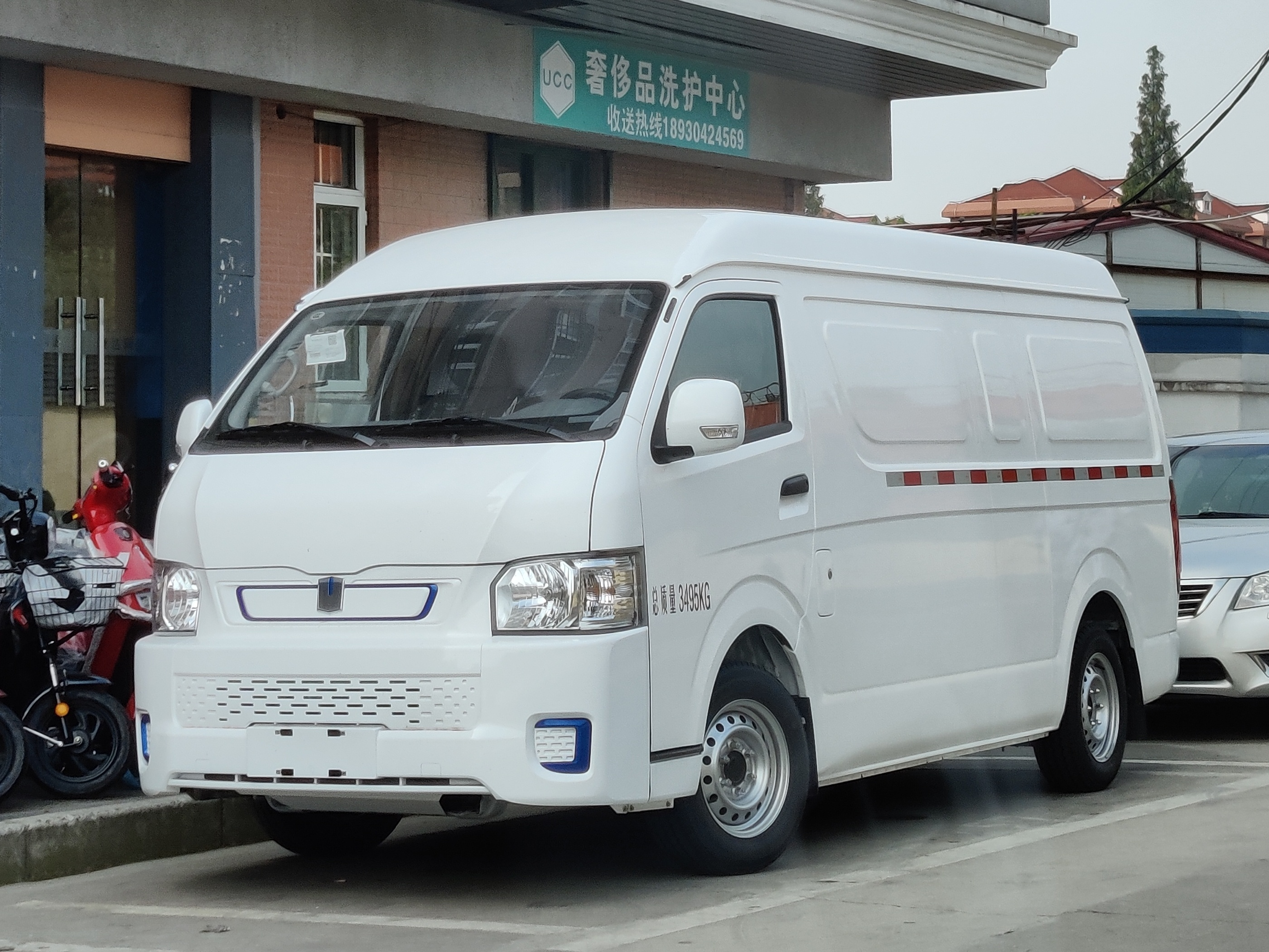
Farizon E6
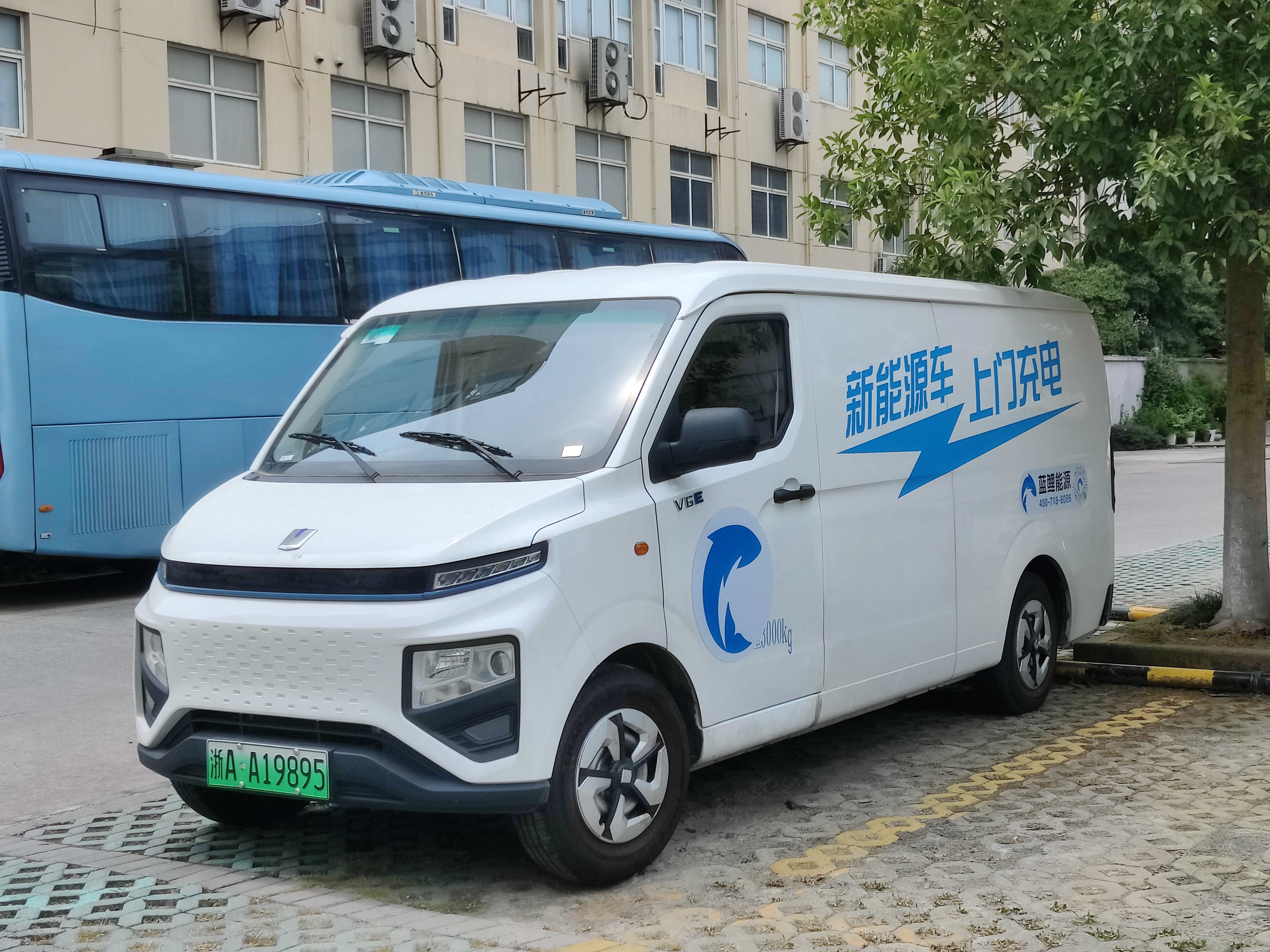
Farizon Xingxiang
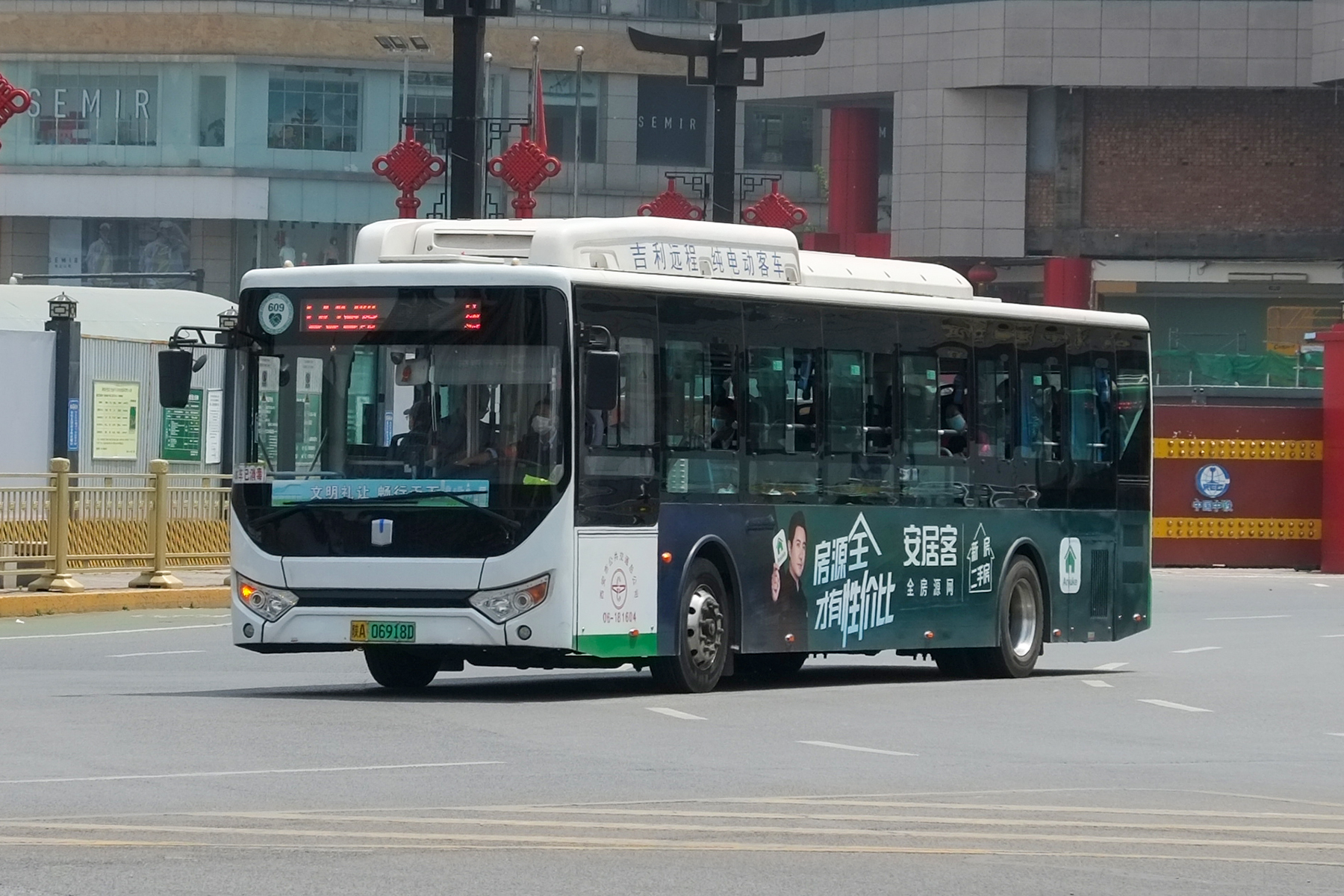
Автобус Farizon

### Ouling
Компания Farizon также имеет суббренд Ouling, который продаёт микрогрузовики с бензиновыми двигателями.
- Ouling Fengrui F3 (欧铃 锋锐 F3) — микрогрузовик с одинарной или двойной кабиной

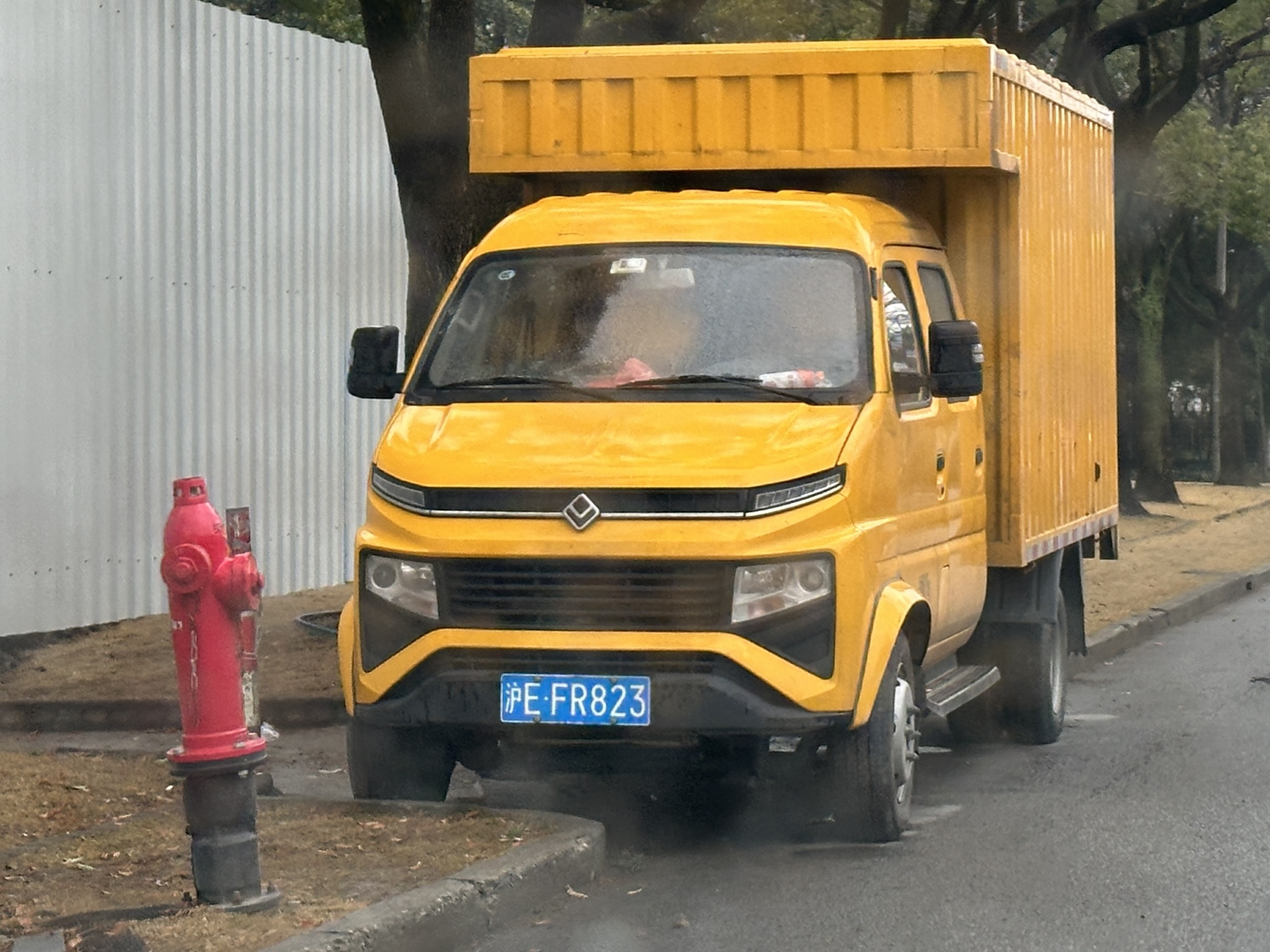
Ouling Fengrui F3